# 姜民哲
姜 民哲（カン・ミンチョル、朝鮮語: 강민철、1948年 - ）は、朝鮮民主主義人民共和国の政治家。採取工業相、朝鮮労働党中央委員会委員候補、茂山郡党委員会責任書記などを歴任した。

## 経歴
1948年に生まれた。出生地は不明。金策工業総合大学卒業後、1988年に茂山鉱山連合企業所党組織委員会副部長に就任した。2001年1月から茂山郡党委員会責任書記に転じ、茂山鉱山連合企業所党責任書記を兼任した。2005年11月に採取工業相に任命された。2009年3月9日に実施された最高人民会議第12期代議員選挙で代議員に選出され、4月9日に開催された最高人民会議第12期第1回会議で採取工業相に再任された。2010年9月28日に開催された朝鮮労働党第3回党代表者会で朝鮮労働党中央委員会委員候補に選出され、2011年9月19日に両江道・恵山市で中国企業と採取工業省が設立した合弁企業が行う銅採掘の操業式に出席した。同年12月17日に金正日総書記が死去した際には、国家葬儀委員会委員に選ばれた。
2012年8月5日にベトナムを訪問した金永南最高人民会議常任委員会委員長に随行し、チュオン・タン・サンベトナム社会主義共和国主席との会談に同席した。8月8日にラオスを訪問した際にも随行し、チュンマリー・サイニャソーンラオス人民民主共和国主席との会談に同席した。2014年1月に採取工業相を解任された。

## 参考サイト
- 북한정보포털

| 先代李光南 | 採取工業相2005年 - 2014年 | 次代李学哲 |